# 못 지나간다

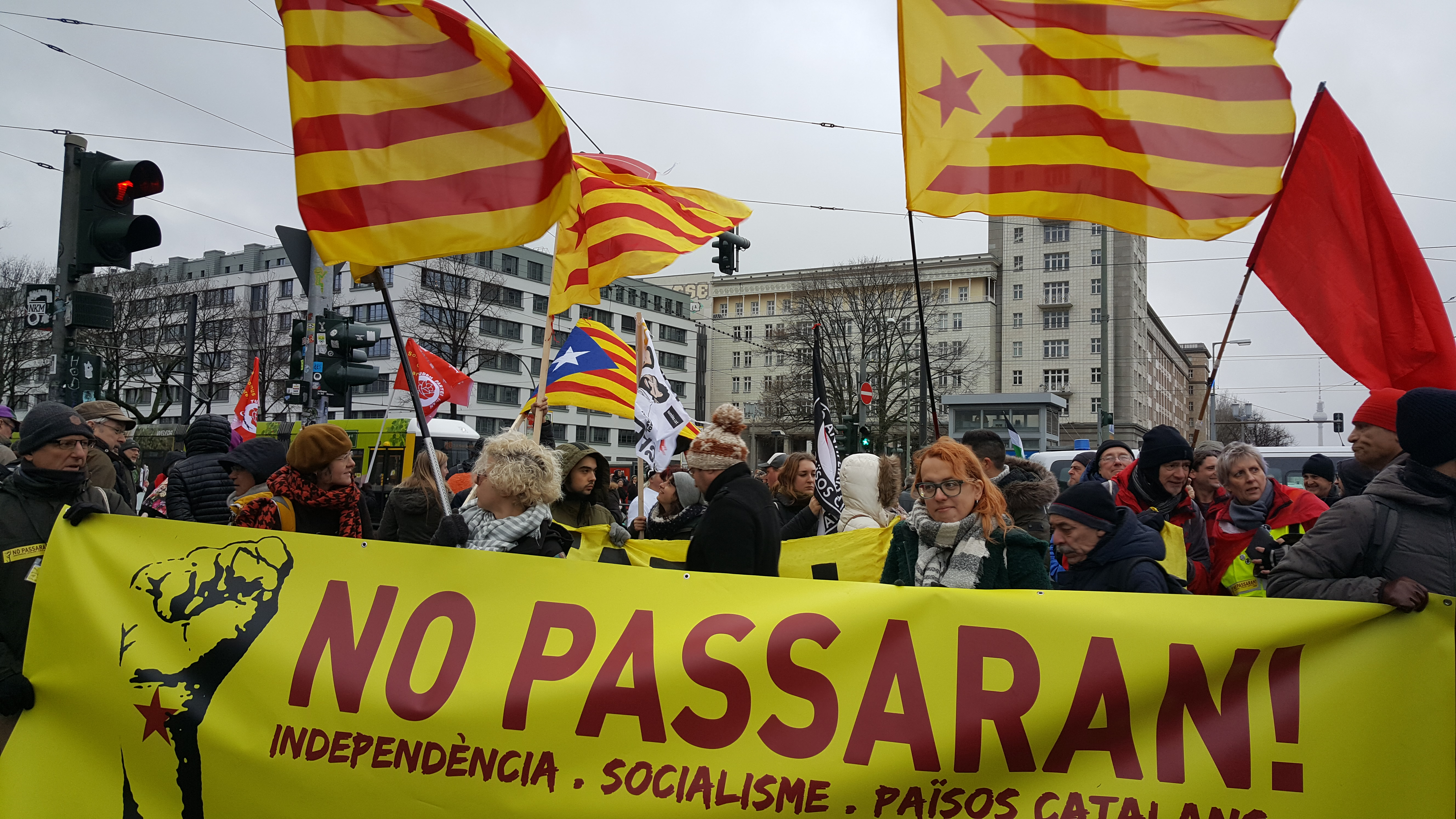

“못 지나간다!”(프랑스어: On ne passe pas!, 스페인어: ¡No pasarán!)는 적에 맞서 방어위치를 고수하기 위한 구호로, 제1차 세계대전 때 프랑스군에서 처음 사용하기 시작했다. 이후 에스파냐 내전에서 공화파 측의 구호로 유명해졌다.
1916년 베르됭 전투에서 프랑스 장군 로베르 니벨이 처음 이 구호를 사용했고, 이후 그 간결한 호소력으로 프랑스의 전쟁 프로파간다 포스터에 자주 등장하게 되었다.
이후 마라셰슈티 전투에서는 루마니아군이 “한 명도 여기를 못 지나간다”(루마니아어: Pe aici nu se trece)고 번역해서 사용했다. 2차대전 이후에는 마지노선 주둔군의 뱃지에 이 구호가 새겨졌다.
1934년 2월 6일 위기 때는 레옹 블룸이 프랑스 파시스트들을 상대로 “못 지나간다”는 구호를 사용했다.
가장 유명한 용례는 에스파냐 내전의 마드리드 공방전 와중인 1936년 7월 18일 에스파냐 공산당 당원 돌로레스 이바루리 고메스의 연설에서 노 파사란(스페인어: No pasarán)으로 번역되어 사용된 것이다. 이에 국민파 지도자 프란시스코 프랑코는 마드리드를 함락시킨 뒤 “우리는 지나갔다”(스페인어: Hemos pasado)는 선언으로 대응했다. 1936년 10월 케이블스트리트 전투 때도 에스파냐 내전과 같은 반파시즘의 맥락에서 영국 반파시즘 운동가들이 “노 파사란” 구호를 사용했다.
1980년대에는 중앙아메리카의 내전들, 특히 니카라과 내전에서 “노 파사란!” 구호가 사용되었다.

## 같이 보기
- 러시아 군함, 가서 엿이나 처먹어라
- 명령 제227호
- 우리 승리하리라
- 불끈 쥔 주먹